# Toxândria
Toxândria é o nome conhecido mais antigo para a região entre os rios Mosa e Escalda na Holanda e Bélgica. As tribos dos francos salianos que colonizaram a área no século IV tornaram-se conhecidos como toxandros. Dessas tribos ascendeu a dinastia merovíngia que veio a dominar o que hoje é a França.

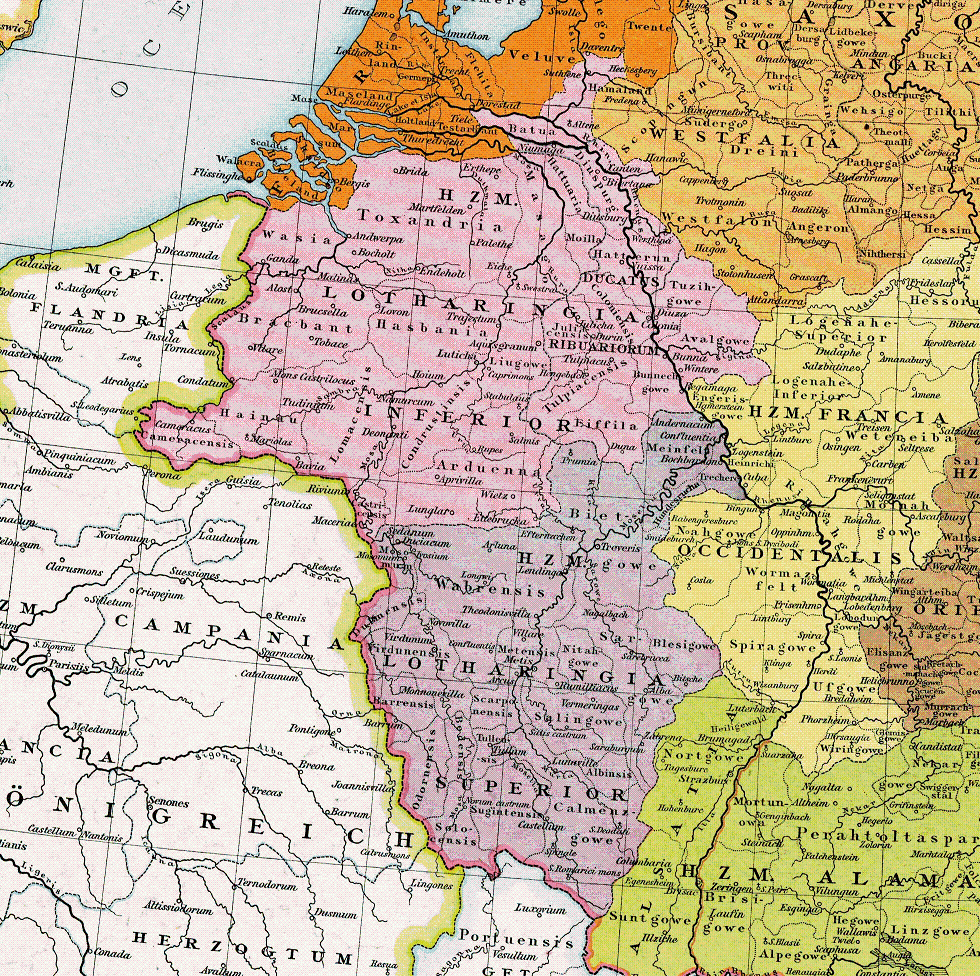
A Lotaríngia dividida em pagus por volta do ano 1000

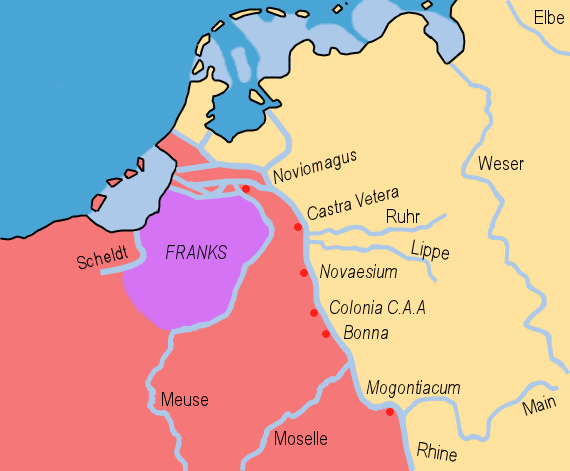
Toxândria, sede dos francos salianos

## História
Nos tempos antigos, as muitas tribos bárbaras, foram denominadas de maneira geral de tribos germânicas (em latim: Germanicus) pelos romanos. Originários da Escandinávia, espalharam-se no século I por vastas áreas do que atualmente é a Europa central e ocidental.
Por causa de seus contínuos deslocamentos, estas tribos se subdividiram em clãs separados e se mudaram para outras áreas. Na metade do século III, dois membros da confederação tribal conhecida como francos, os salianos e os ripurianos, começaram a atravessar a fronteira romana nos arredores de Mogúncia mas logo foram expulsos de volta pelo imperador Probo. Apesar do revés temporário, os movimentos contra os então enfraquecidos líderes romanos resultou na paz comprada pelo imperador Juliano em 358 pela entrega da Toxãndria aos salianos que então se tornaram aliados dos romanos e forneceram tropas para o exército imperial. Este entendimento daria forma à língua e à lei salianas, resultando na lei sálica do século VI escrita em latim. Os ripurianos se estabeleceram numa faixa de território entre os rios Reno e Mosa e, como todas as tribos nômades, nunca formou qualquer aliança permanente com os salianos na Toxândria.
Nos anos seguintes, os toxandros não continuaram a vagar coletivamente de um lugar para outro como as demais tribos germânicas, mas em vez disso se fixaram e começaram a expandir seu território. Os romanos logo estavam sob ataque com o surgimento do primeiro grande líder, Meroveu, a quem a dinastia merovíngia deve seu nome. Especialmente seu filho, Quilderico I fez acordos posteriores para expandir seu território enquanto ajudava os romanos a expulsar vários outros invasores dos arredores de Orleães e Angers. Nos anos seguintes, o filho de Quilderico I, Clóvis I, surgiu como força dominante que, através de seu poderio militar, adicionaria partes da atual Alemanha ao seu reino dando forma ao que viria a se tornar a atual França.